# Liste der Naturdenkmale in Bad Homburg vor der Höhe
Die Liste der Naturdenkmale in Bad Homburg vor der Höhe nennt die im Gebiet der Stadt Bad Homburg vor der Höhe im Hochtaunuskreis in Hessen gelegenen Naturdenkmale.

## Naturdenkmäler
| Bild                          | Bezeichnung                               | Ortsteil, Lage                                                                                      | Beschreibung | Art | Nr. |
| ----------------------------- | ----------------------------------------- | --------------------------------------------------------------------------------------------------- | --- | --- | --- |
| Fotos hochladen               | Pyramideneiche am Saalburg-Restaurant     | Dornholzhausen, An der Jupitersäule 10, Bad Homburg 50° 16′ 3,7″ N, 8° 34′ 1″ O                     | Hochgewachsener Baum mit typischer Kronenstruktur. Im Taunus selten anzutreffen. |     | 47  |
| mehr Fotos \| Fotos hochladen | Zeder vor der Saalburg                    | Dornholzhausen, An der Jupitersäule 10, Bad Homburg 50° 16′ 4″ N, 8° 34′ 2″ O                       | Hochgewachsener Baum mit schöner Krone. Zedern sind im Taunus selten. Der Baum wurde Anfang des 20. Jahrhunderts bzw. Ende des 19. Jahrhunderts gepflanzt.                                                                                 |     | 48  |
| Fotos hochladen               | Streiteiche                               | Dornholzhausen, Lindenweg, Bad Homburg 50° 15′ 49,4″ N, 8° 34′ 1,4″ O                               | Etwa 300 Jahre alter, ehemaliger Grenzbaum dessen Name von den Streitigkeiten über den Grenzverlauf der Waldgemarkungen herrührt. |     | 50  |
| mehr Fotos \| Fotos hochladen | Eiche an der steinernen Bank              | Dornholzhausen, Saalburg-Chaussee 50° 15′ 44″ N, 8° 34′ 43″ O                                       | Ca. 300 Jahre alter Solitärbaum am Waldrand unmittelbar neben der Saalburg-Chaussee. Stammumfang 3,90 m, Höhe 23 m (vor 1990). |     | 52  |
| Fotos hochladen               | Luther-Linde                              | Dornholzhausen, Landgraf-Friedrich-Straße 35, Bad Homburg 50° 14′ 52,9″ N, 8° 34′ 39,8″ O           | Die heutige Luther-Linde wurde im Jahre 1982 als Ersatz für das kulturhistorisch wertvolle, aber bereits abgängige, ältere Original gepflanzt.                                                                                             |     | 54  |
| Fotos hochladen               | Elisabethenstein                          | Dornholzhausen, Elisabethenschneise, Bad Homburg 50° 14′ 16,1″ N, 8° 33′ 1,9″ O                     | Bizarre Taunus-Quarzit-Felsformation aus dem Unter-Devon |     | 55  |
| Fotos hochladen               | Krausbäumchen                             | Dornholzhausen, Bad Homburg 50° 14′ 6,5″ N, 8° 32′ 45″ O                                            | Einziges Exemplar der Süntelbuche im Hochtaunuskreis. Durch Ableger des seit 1938 geschützten Vorgängers entstanden. |     | 56  |
| mehr Fotos \| Fotos hochladen | Goldgrubenfelsen                          | Dornholzhausen, Viermärker Schneise 50° 13′ 36,5″ N, 8° 32′ 1,1″ O                                  | Taunus-Quarzit-Felsengruppe aus der Unter-Devonzeit von besonderer Eigenart und Schönheit. |     | 57  |
| BW                            | Dreistämmige Eiche an den Braumannswiesen | Dornholzhausen 50° 14′ 53,7″ N, 8° 34′ 38,9″ O                                                      | Je nach Quelle „Dreistämmige Eiche“ oder „Dreistämmige Linde an den Braumannswiesen“. Der rund 100 Jahre alte Baum entstand vermutlich aus drei eng zusammenstehenden Einzelbäumen. Geschützt wegen seines besonders ästhetischen Wuchses. | ?   | 75  |
| mehr Fotos \| Fotos hochladen | Eiche am Forellenteich                    | Dornholzhausen, Tannenwaldweg 11, Bad Homburg 50° 14′ 25,8″ N, 8° 34′ 48,4″ O                       | Alte Eiche mit ausladender, bizarrer Krone am östlichen Rand des ehemaligen Badeteiches. Stammumfang 4,30 m. |     | 78  |
| mehr Fotos \| Fotos hochladen | Hohle Eiche                               | Kirdorf, Heinrich von Kleist Straße 50° 14′ 39,5″ N, 8° 37′ 0,8″ O                                  | Der 500 bis 700 Jahre alte Baum mit 5,50 m Stammumfang ist der älteste Baum des angrenzenden Hardtwaldes. Ehemals 20 m hoch (vor 1990), musste ihre Höhe mehrmals gekappt werden (Fäulnisschäden, Standsicherheit).                        |     | 79  |
| mehr Fotos \| Fotos hochladen | Vier Eichen am Landwehrweg                | Dornholzhausen, Landwehrweg 44, Bad Homburg 50° 14′ 10,5″ N, 8° 34′ 40,4″ O                         | Gruppe aus vier hochaufragenden Stämmen. Ehemals vier dicht beieinander gewachsenen Eichen. Heute (2016) stehen dort nur noch zwei (plus ein noch sichtbarer Baumstumpf).                                                                  |     | 81  |
| Fotos hochladen               | Felsengruppe Rabenstein                   | Kirdorf, Höllsteinstraße, Bad Homburg 50° 14′ 20″ N, 8° 37′ 1,4″ O                                  | Eindrucksvolle Felsgruppe aus Taunus-Quarzit-Blöcken. |     | 82  |
| mehr Fotos \| Fotos hochladen | Drei Eichen am Gotischen Haus             | Dornholzhausen, Elisabethenschneise / Tannenwaldweg 102, Bad Homburg 50° 14′ 1,7″ N, 8° 34′ 28,9″ O | Auf Sichtweite stehen drei Eichen beieinander. Der Älteste von ihnen sei bereits bei Bau des Gotischen Haus ein stattlicher Baum gewesen. Bei Besuch zum Fotografieren waren nur noch zwei Eichen leicht zu identifizieren.                |     | 83  |
| BW                            | Linde am Lindenhof in der Tannenwaldallee | Tannenwaldallee 50° 13′ 52,4″ N, 8° 35′ 25,1″ O                                                     | Am Ende des Dreißigjährigen Krieges gepflanzte Winterlinde mit 6,60 m Stammumfang. Auch Apostellinde und früher Musiklinde genannt. |     | 84  |
| mehr Fotos \| Fotos hochladen | Speierling                                | Ober-Erlenbach 50° 13′ 47,5″ N, 8° 40′ 10,6″ O                                                      | Besonders prächtiges 17 m hohes Exemplar mit 2,70 m Stammumfang. |     | 85  |
| mehr Fotos \| Fotos hochladen | Adelheidswertpark                         | 50° 13′ 54,3″ N, 8° 36′ 10,6″ O                                                                     | Ehemaliger 1822 angelegter ca. 5 ha großer Landschaftsgarten. Seit den 1960er Jahren mit Villen bebaut. Der Baumbestand mit über 200 Exemplaren ist geschützt.                                                                             |     | 86  |
| mehr Fotos \| Fotos hochladen | Kastanie im Nussgrund                     | Ober-Erlenbach, Am Nußgrund 16, Bad Homburg 50° 13′ 39,4″ N, 8° 40′ 41,3″ O                         | Über 100 Jahre alte Rosskastanie mit ebenmäßig kräftigem, zweistämmigen Wuchs und 3,50 m Stammumfang. |     | 87  |
| mehr Fotos \| Fotos hochladen | Linde im Homburger Hof                    | Gonzenheim, Frankfurter Landstraße 126, Bad Homburg 50° 13′ 12,7″ N, 8° 38′ 29,6″ O                 | Am 30. Mai 1848 als „Freiheitslinde“ gepflanzte Sommerlinde. Im April 2016 waren nur noch der Stamm und einzelne (neue) Äste zu sehen. |     | 89  |
| Fotos hochladen               | Niederstedter Friedhofslinde              | Niederstedter Weg 14, Bad Homburg 50° 13′ 4,6″ N, 8° 36′ 20,4″ O                                    | 350–400 Jahre alte ehemalige Gerichtslinde. Einziger Überrest des Dorfes Niederstedten. |     | 90  |

## Ehemalige Naturdenkmäler
| Bild                          | Bezeichnung                  | Ortsteil, Lage                                                                  | Beschreibung | Art | Nr. |
| ----------------------------- | ---------------------------- | ------------------------------------------------------------------------------- | --- | --- | --- |
| BW                            | Speierling im Kirdorfer Feld | Kirdorf 50° 15′ 3″ N, 8° 36′ 8,5″ O                                             | Besonders schön gewachsenes Exemplar des selten gewordenen Speierlings. Der Solitärbaum hatte im Alter von ca. 70 Jahren einen Stammumfang von ca. 2,20 m, einer Höhe von 17 m sowie einen Kronenumfang von 22 m. Der Baum musste im Frühjahr 2001 gefällt werden. |     | 53  |
| Fotos hochladen               | Luthereiche                  | Dornholzhausen, König-Wilhelms-Weg, Bad Homburg 50° 14′ 38,9″ N, 8° 33′ 24,1″ O | Am 31. Oktober 1817 gepflanzte Eiche im Fichtenbestand östlich des König-Wilhelms-Weges. 1993 betrug der Stammumfang ca. 2,5 m, der Durchmesser fast 1 m und die Baumhöhe über 20 m. 2016 schätzte Stadtförster Günter Busch die Höhe der Traubeneiche (Quercus petraea) auf gut 18 m bei einem Umfang von 3,30 m. Naturdenkmal seit 1938. Die Eiche ist Oktober 2020 offiziell abgestorben. |     | 77  |
| mehr Fotos \| Fotos hochladen | Eiche auf dem Waldfriedhof   | Kirdorf, Kreuzweg, Bad Homburg 50° 14′ 48,3″ N, 8° 37′ 20,1″ O                  | Mit 350 bis 400 Jahren war die Traubeneiche einer der ältesten Bäume des Hardtwaldes. Der Sturm am 10. Februar 2020 stürzte den Baum um. Er hatte einen Umfang von 5,85 Metern und eine Höhe von 27 Metern. Die Eiche auf dem Waldfriedhof wurde durch einen Sturm im Februar 2020 gefällt.                                                                                                  |     | 76  |
| mehr Fotos \| Fotos hochladen | Eiche im Pfarrgarten         | Gonzenheim, Haberweg 8, Bad Homburg 50° 13′ 13,4″ N, 8° 38′ 25,1″ O             | Wahrscheinlich 1648, am Ende des Dreißigjährigen Krieges als Friedenseiche gepflanzter Baum mit 4,85 m Stammumfang. Der 27 m hohe Baum wurde bereits 1938 unter Naturschutz gestellt. In der Nacht auf den 17. Oktober 2022 stürzte der Baum um und begrub ein Auto unter sich. |     | 88  |

## Belege
1. ↑  
Naturdenkmale. www.hochtaunuskreis.de, archiviert vom Original am 20. Februar 2016; abgerufen am 27. April 2016.
2. ↑  
47 (h07) Pyramideneiche. Archiviert vom Original am 1. März 2016; abgerufen am 27. April 2016.
3. ↑  
48 (h08) Zeder vor der Saalburg. Archiviert vom Original am 1. März 2016; abgerufen am 27. April 2016.
4. ↑  
50 (h03) Streiteiche. Archiviert vom Original am 1. März 2016; abgerufen am 27. April 2016.
5. ↑  
52 (h20) Eiche an der steinernen Bank. Archiviert vom Original am 1. März 2016; abgerufen am 27. April 2016.
6. ↑  
Alle Wege führen zum Herzberg, Webseite von HP Curdts, abgerufen am 28. April 2016.
7. ↑  
54 (h15) Luther-Linde. Archiviert vom Original am 1. März 2016; abgerufen am 27. April 2016.
8. ↑  
55 (h11) Elisabethenstein. Archiviert vom Original am 1. März 2016; abgerufen am 27. April 2016.
9. ↑  
56 (h10) Krausbäumchen. Archiviert vom Original am 1. März 2016; abgerufen am 27. April 2016.
10. ↑  
57 (h14) Goldgrubenfelsen. Archiviert vom Original am 20. Februar 2016; abgerufen am 27. April 2016.
11. 1 2  
Übersichtskarte VI, Bereich Bad Homburg – Oberursel. Archiviert vom Original am 1. März 2016; abgerufen am 28. April 2016.
12. ↑  
75 (h09) Dreistämmige Linde an den Braumannswiesen. Archiviert vom Original am 1. März 2016; abgerufen am 27. April 2016.
13. ↑  
78 (h12) Eiche am Forellenteich. Archiviert vom Original am 1. März 2016; abgerufen am 27. April 2016.
14. ↑  
79 (h04) Hohle Eiche. Archiviert vom Original am 1. März 2016; abgerufen am 27. April 2016.
15. ↑  
81 (h13) Vier Eichen. Archiviert vom Original am 1. März 2016; abgerufen am 27. April 2016.
16. ↑  
82 (h18) Felsengruppe Rabenstein. Archiviert vom Original am 1. März 2016; abgerufen am 27. April 2016.
17. ↑  
83 (h09) Drei Eichen. Archiviert vom Original am 1. März 2016; abgerufen am 27. April 2016.
18. ↑  
84 (h??) Linde am Lindenhof in der Tannenwaldallee. Archiviert vom Original am 1. März 2016; abgerufen am 27. April 2016.
19. ↑  
85 (h22) Speierling. Archiviert vom Original am 1. März 2016; abgerufen am 27. April 2016.
20. ↑  
86 (h05) Adelheidswertpark. Archiviert vom Original am 1. März 2016; abgerufen am 27. April 2016.
21. ↑  
87 (h23) Kastanie im Nussgrund. Archiviert vom Original am 1. März 2016; abgerufen am 27. April 2016.
22. ↑  
89 (h16) Linde im Homburger Hof. Archiviert vom Original am 1. März 2016; abgerufen am 27. April 2016.
23. ↑  
90 (h02) Niederstedter Friedhofslinde. Archiviert vom Original am 1. März 2016; abgerufen am 27. April 2016.
24. ↑  
53 () Eiche im Kirdorfer Feld. Archiviert vom Original am 1. März 2016; abgerufen am 27. April 2016.
25. ↑  
o. V.: Denkmäler / Speierling. In: Kirdorfer Heimatmuseum e. V. Abgerufen am 17. März 2018.
26. ↑  
77(h06) Luther Eiche. Archiviert vom Original am 1. März 2016; abgerufen am 27. April 2016.
27. ↑  Naturdenkmale gemäß Taunusklub Oberursel
28. ↑   Hermin Herr: Lexikon vom Hohen Taunus: Berg, Wege, Wälder, Geschichte, Verlag Waldemar Kramer, Frankfurt 1993, ISBN 3-7829-0437-0, S. 81
29. ↑   o. V.: Seit 200 Jahren festverwurzelt in Bad Homburg. In: Bad Homburger Woche, Sonderausgabe zum Weinfest. 25. Mai 2016, S. 12 (pdf [abgerufen am 30. Mai 2016]).
30. 1 2 3  Wieder hat es ein Naturdenkmal erwischt; in: Taunuszeitung vom 18. Oktober 2022, S, 7.
31. ↑  
76 (h19) Eiche auf dem Waldfriedhof. Archiviert vom Original am 1. März 2016; abgerufen am 27. April 2016.
32. ↑  Das Ende eines Naturdenkmals in: Taunus-Zeitung vom 12. Februar 2020 Seite 9
33. ↑  
88 (h17) Eiche im Pfarrgarten. Archiviert vom Original am 1. März 2016; abgerufen am 27. April 2016.

- Karte mit allen Koordinaten:
- OSM |
- WikiMap